# Giotto (Raumsonde)
Giotto war eine europäische unbemannte Raumsonde, die 1985 zur Erforschung des Kometen Halley ins All gesandt wurde. Sie war „die erste interplanetare Sonde der ESA und die erste wissenschaftliche Nutzlast an Bord einer Ariane-Rakete.“
Während des Vorbeiflugs in der Nacht vom 13. zum 14. März 1986 trafen sich die Koryphäen der Kometenforschung Fred Whipple, Jan Hendrik Oort und Carl Sagan zum „wichtigsten Raumfahrtereignis seit der Mondlandung“ im Europäischen Raumflugkontrollzentrum in Darmstadt. Dieses Ereignis wurde von 50 Fernsehstationen live übertragen; im ZDF bis zum frühen Morgen.

## Zweck der Mission

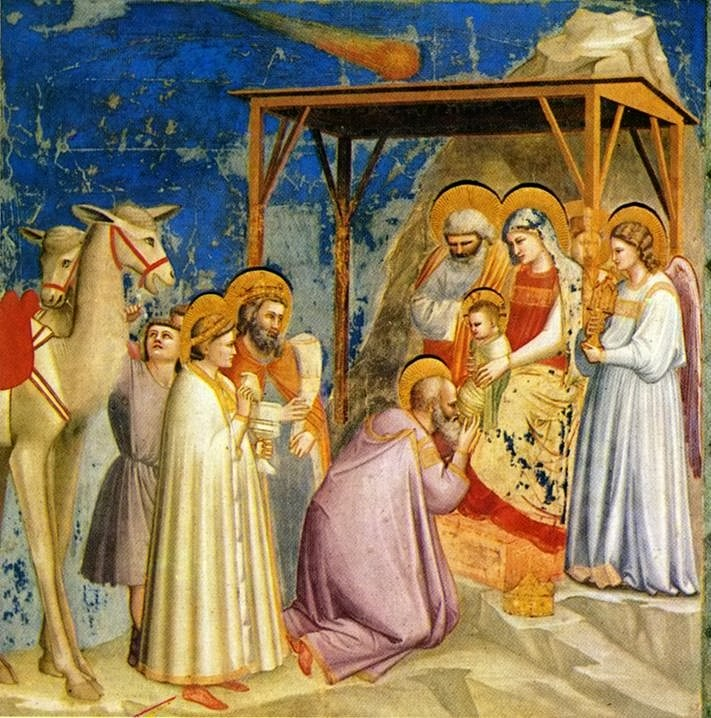
Giotto: Adorazione dei Magi (um 1305)

Die Raumsonde Giotto der Europäischen Weltraumorganisation (ESA) diente der Erforschung des Halleyschen Kometen. Benannt ist die Sonde nach dem italienischen Maler Giotto di Bondone aus dem Hochmittelalter. Dieser beobachtete den Kometen Halley im Jahr 1301 und stellte ihn vermutlich als Stern von Betlehem in dem Fresko Anbetung der heiligen drei Könige dar.
Ursprünglich sollte eine US-amerikanische Partnersonde Giotto auf der Reise begleiten, doch fiel diese Budgetkürzungen bei der NASA zum Opfer. So kam eine Kooperation mit der Sowjetunion und Japan zustande, die mit Vega 1 und 2 bzw. Sakigake und Suisei ebenfalls Sonden entsandten. Da Giotto sehr dicht an dem Kometen vorbeifliegen würde, gingen die ESA-Verantwortlichen davon aus, dass die Sonde das Rendezvous aufgrund der „Bombardierung“ durch Staubpartikel trotz eines sehr robusten, frontseitigen Schutzschildes nicht überleben würde. Deshalb wurden sämtliche wissenschaftlichen Daten live zur Erde übertragen.

## Verlauf

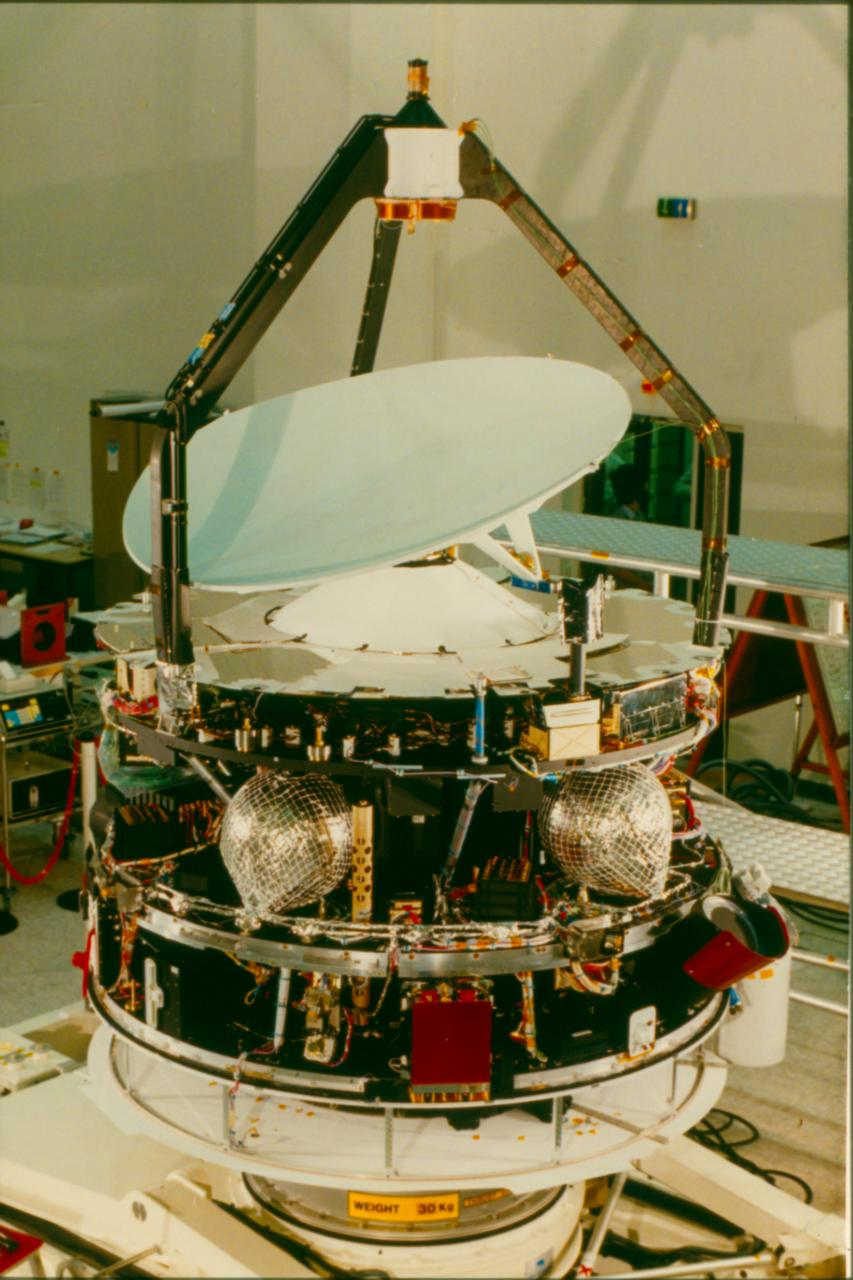
Giotto mit dem Whipple-Schild während der Konstruktion

Giotto startete am 2. Juli 1985 um 11:23 UTC mit einer Ariane-1-Rakete vom europäischen Weltraumbahnhof Kourou. Die Passage bei Halley erfolgte am 14. März 1986 um 00:03:02 UTC in nur 596 km Abstand mit einer Vorbeiflug-Geschwindigkeit von 68,7 km/s (247.320 km/h). Dabei überstand Giotto überraschenderweise den engen Vorbeiflug an dem Kometen, wurde jedoch 7,6 Sekunden vor der dichtesten Annäherung an Halley schwer getroffen. Die Kamera und einige andere Instrumente waren sofort unbrauchbar oder zerstört, jedoch konnte sich die ins Schlingern geratene Raumsonde wieder fangen und nach 30 Minuten stabilisieren. Die beiden sowjetischen Sonden Vega 1 & 2 kamen bis auf ca. 8.000 km an den Kometen heran, die beiden japanischen Sonden Suisei & Sakigake auf 150.000 & 7 Mio. km. Die Daten der Vega-Sonden waren ein wichtiger Faktor zur Lokalisierung des Kometenkerns und ermöglichten Bahnkorrekturen und den genauen Kurs.
Die Sonde wurde auf einen Rückflug zur Erde programmiert und zunächst abgeschaltet. Im Jahr 1990 wurde die Sonde dann reaktiviert; ein Vorbeiflug an der Erde fand am 2. Juli 1990, genau fünf Jahre nach dem Start statt.
Am 10. Juli 1992 passierte die Sonde den kurzperiodischen Kometen Grigg-Skjellerup (Abstand: 200 Kilometer). Da die Kamera zerstört war, konnten keine Bilder gemacht werden, jedoch konnten die verbleibenden Instrumente Daten sammeln. Danach wurde die Sonde zur Erde zurückgelenkt und am 23. Juli 1992 deaktiviert. Der zweite Erdvorbeiflug fand am 1. Juli 1999 statt, doch wurde die Sonde wegen des nahezu erschöpften Treibstoffvorrats nicht mehr reaktiviert.

## Trackingstationen
Für die LEOP, TT&C und die Datenübertragung in Echtzeit kamen Antennenstationen rund um den Globus zum Einsatz:
- Goldstone (34 m)
- Kourou (10 m)
- Madrid (34 m)
- Weilheim (30 m)
- Malindi (10 m)
- Carnarvon (10 m)
- Tidbinbilla (34, 64 m)
- Parkes (64 m)

Die Kommunikation geschah im S/X-Band mit einem 20 Watt Sender. Der Sondenkörper war drehachsenstabilisiert mit 15 Umdrehungen pro Minute, aber die 1,47 m Parabolantenne war 44.3° gegenüber der Drehachse geneigt und nahm an der Drehbewegung nicht teil, damit sie während Flyby zur Erde zeigen konnte.  Die X-Band Übertragung zu ESOC geschah in Echtzeit  mit 40 kbit/s. Die Sonde hatte außerdem zwei Rundstrahlantennen für die Kommunikation in Erdnähe und zur Kommunikationsabsicherung. Die Sonde hatte keinen Datenspeicher, da bei der Missionsplanung davon ausgegangen wurde, dass die Sonde mit hoher Wahrscheinlichkeit bei der Begegnung zerstört wird.

## Ergebnisse

### Erkenntnisse zum Halleyschen Kometen

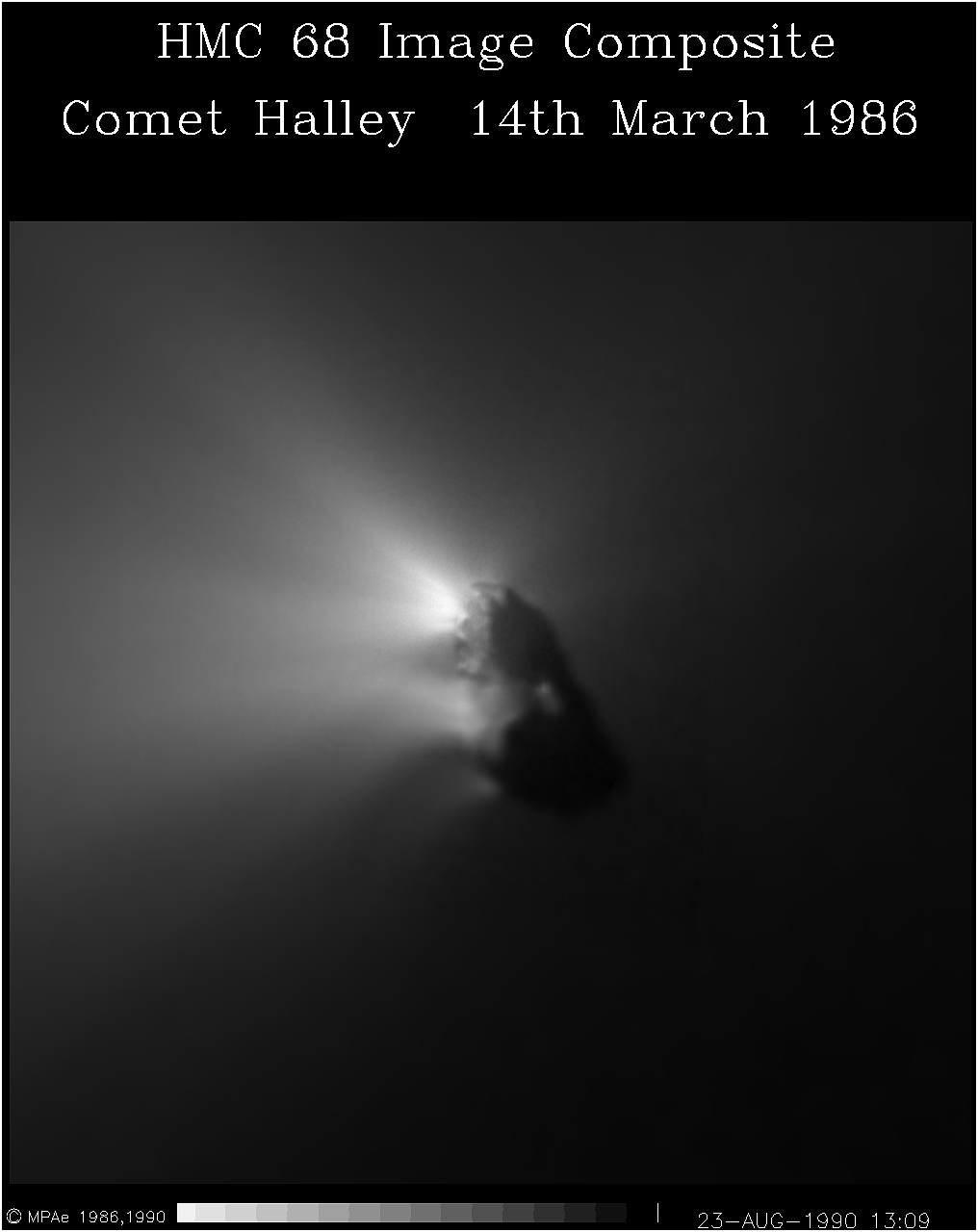
Giottos Aufnahme des Halleyschen Kometen

Die von Giotto gemachten Aufnahmen zeigen den Kern des Halleyschen Kometen als erdnussförmigen, dunklen Körper von 15 km Länge und 7–10 km Breite. Lediglich 10 % der Oberfläche sind aktiv, darunter wenigstens drei Gasausbrüche auf der sonnenzugewandten Seite. Die Analysen ergaben, dass der Komet vor 4,5 Milliarden Jahren aus Eis entstanden ist, das an interstellaren Staubpartikeln kondensierte. Seitdem hat sich seine Gestalt im Wesentlichen nicht mehr geändert.
Das vom Kometen ausgestoßene Material besteht aus 80 % Wasser, 10 % Kohlenstoffmonoxid und 2,5 % Methan und Ammoniak. Der Rest beinhaltet Spuren von Kohlenwasserstoffen, Eisen und Natrium.
Mit einer Albedo von nur 0,04 ist der Kometenkern dunkler als Kohle und gehört zu den dunkelsten Objekten des Sonnensystems, die uns bisher bekannt sind. Seine Farbe lässt auf sehr große angelagerte Staubmengen auf der Oberfläche schließen.
Die Oberfläche des Kerns ist rau und porös. Seine Dichte beträgt nur 0,3 g/cm³, also etwa ein Drittel der Dichte von Wasser. Die Menge der durch sieben Gasjets ausgestoßenen Materie beträgt etwa 3 t/s. Dieser Masseausstoß führt zu taumelnden Drehbewegungen, die über lange Zeiträume stabil sein können.
Der Großteil der ausgestoßenen Staubteilchen hat etwa die Größe von Zigarettenrauchpartikeln und eine Masse im Bereich von 10−20 kg bis 40×10−5 kg (10 Attogramm bis 40 Milligramm). Es finden sich aber auch einige wenige größere Teile. So wurde aus der Einschlagsenergie eines Teilchens und der daraus resultierenden Kursabweichung der Sonde eine Masse zwischen 100 und 1.000 mg berechnet.
Von der chemischen Zusammensetzung her lässt sich der Staub in zwei Gruppen einteilen. Die erste, die sogenannte CHON-Gruppe besteht vor allem aus leichten Elementen wie Kohlenstoff (C), Wasserstoff (H), Sauerstoff (O) und Stickstoff (N). Die zweite Gruppe weist dagegen Elemente auf, die typischerweise in Gesteinen und Mineralien gefunden werden: Natrium, Magnesium, Silizium, Eisen und Calcium.
Auffallend ist, dass das Verhältnis der leichten Elemente zu Silizium dem der Sonne entspricht. Man nimmt daher an, dass der Halleysche Komet aus dem ältesten, nicht umgewandelten Material des Sonnensystems besteht.

## Instrumente
| MAG | Magnetometer                 |
| HMC | Halley Multicolour Camera    |
| DID | Dust Impact Detection System |
| RPA | Rème Plasma Analyser         |
| JPA | Johnstone Plasma Analyser    |
| PIA | Particulate Impact Analyser  |
| OPE | Optical Probe Experiment     |
| EPA | Energetic Particles          |
| NMS | Neutral Mass Spectrometer    |
| IMS | Ion Mass Spectrometer        |
| GRE | Giotto Radio Experiment      |

### Erfolge aus Sicht der Raumfahrt
Giotto war nach den beiden deutsch-US-amerikanischen Sonden des Helios-Programmes die erste allein „europäische“ Sonde.
- Europäische Trägerrakete Ariane 1
- Giotto flog am dichtesten am Kometen Halley vorbei und übermittelte die bislang besten Daten und Bilder des Kometen.
- Der Vorbeiflug am Kometen Grigg-Skjellerup war der dichteste Kometenvorbeiflug der Raumfahrtgeschichte. Er ermöglichte einen Vergleich dieses alten Kometen mit dem jungen, aktiven Halley. Daneben war Giotto die erste Sonde, die an zwei verschiedenen Kometen vorbeiflog
- Giotto war die erste Sonde, die aus dem interplanetaren Raum zur Erde zurückkehrte und die Erde für ein Swing-by-Manöver nutzte.
- Giotto war auch die erste Raumsonde, die während ihrer Mission zeitweise abgeschaltet war und sich selbst überlassen wurde (Hibernation Mode). Dadurch wurden Überwachungskosten gespart.
- Giotto gilt als Vorbild für zukünftige Kometenmissionen. So flossen die mit ihr gesammelten Erfahrungen auch in die am 2. März 2004 gestartete Kometensonde Rosetta und ihren Lander Philae ein.
- Insgesamt wurden die Erwartungen weit übertroffen und ESA konnte die technologischen Fähigkeiten demonstrieren.